# Estação Itäkeskus
Itäkeskus (em sueco:  Östra centrum) é uma estação das 25 estações da linha única do Metro de Helsínquia. Ao contrário das restantes estações, tem 3 vias, tendo uma plataforma em ilha e uma plataforma lateral.
A oeste, esta estação recebe ligação de um viaduto proveniente do depósito do metro em Roihupelto. A leste, a linha bifurca-se nos ramais para Mellunmäki e Vuosaari.